# Lo-Reninge
Lo-Reninge je obec v provincii Západní Flandry v Belgii. Obec náleží arrondissementu Diksmuide.

## Geografie
Obec se nachází na samém západě Belgie, asi 10 km východně od hranic s Francií a 18 km jižně od belgického pobřeží Lamanšského průlivu. Oblast má spíše rurální charakter a na belgické poměry má nízkou hustotu zalidnění. Územím obce protéká řeka Yser (nizozemsky IJzer), od které se odděluje splavný kanál Lovaart, jež přes Lo a Veurne vede až do Nieuwpoortu na pobřeží.
Od Diksmuide je obec vzdálena 10 km jihozápadně vzdušnou čarou, 16 km jižně od Nieuwpoortu, 17 km severozápadně od Yper, 40 km jihozápadně od Brugg a asi 113 km západně od Bruselu.

## Obyvatelstvo
K 1. lednu 2018 v obci žilo 3 289 obyvatel na ploše 63 km².

## Části obce
Obec Lo-Reninge sestává z těchto částí:
- Lo
- Noordschote
- Pollinkhove
- Reninge

## Doprava
Nejbližší výjezdy z dálnice se nacházejí na severozápadě u Veurne z dálnice A18 a na jihovýchodě u Yper z A19.
V Diksmuide, Veurne a Yprách jsou regionální nádraží, v Bruggách a Ostende staví mezinárodní rychlíky.
U Ostende a Lille ve Francii se nacházejí regionální letiště a u Bruselu se nachází mezinárodní letiště.

## Pamětihodnosti
Radnice se zvonicí v Lo je od roku 1999 spolu s dalšími zvonicemi v Belgii a Francii součástí seznamu světového dědictví UNESCO.